# Lithophane nasar
Lithophane nasar är en fjärilsart som beskrevs av Smith 1909. Lithophane nasar ingår i släktet Lithophane och familjen nattflyn. Inga underarter finns listade i Catalogue of Life.